# Tsade
| Vari font tipografici | Vari font tipografici | Vari font tipografici | Corsivo ebraico | Fenicio |
| Serif                 | Sans-serif            | Monospazio            | Corsivo ebraico | Fenicio |
| --------------------- | --------------------- | --------------------- | --------------- | ------- |
| צ                     | צ                     | צ                     |                 |         |

Ṣade (IPA:[t͡sɑ ːdɜ]) è una lettera ebraica e fenicia.
Altri nomi:
- Tsade
- Tsadi
- Tzaddik
- Șadi

Corrispondenze IPA:
- Ṣade=[t͡sɑ ːdɜ]
- Tsadi=[t͡d͡ʒː dɨ]
- Tzaddik=[t͡dʒaː ɑˀdĩk]
- Ṣadi=[t͡sɐdy]